# Veneto Fronte Skinheads
Die Veneto Fronte Skinheads (VFS) ist eine italienische rechtsextreme Vereinigung, die seit 1986 aktiv ist. Logo der Organisation ist ein halbes Keltenkreuz (links) und ein halber Löwenkopf (rechts).

## Geschichte
Gegründet wurden die Veneto Fronte Skinheads 1986 von Piero Puschiavo als Vereinigung rechtsextremer Skinheads aus Venetien und Südtirol. Vor allem in Norditalien aktiv konnten sie 1990 Organisationsstatus erhalten und gilt in Italien als Kulturorganisation. 1993 hatte die Vereinigung 500 Mitglieder und etwa doppelt so viele Sympathisanten. Damit stellte sie die größte Skinheadorganisation Italiens dar.
Zunächst auf private Feiern beschränkt, folgte der erste öffentliche Auftritt bei einem „Rock Against Communism“-Festival in Suffolk. Man begann dann gegen Ende der 1980er Jahre zusammen mit dem internationalen Netzwerk Blood and Honour Konzerte im großen Rahmen zu organisieren. Diese Veranstaltungen, bei denen unter anderem auch Skrewdriver, Brutal Attack und No Remorse spielten, zogen Mitte der 1990er zwischen 400 und 600 Besucher an.  Den Veneto Fronte Skinheads gehörten die Rechtsrock-Band Gesta Bellica, Peggior Amico und A.D.L. 122 an. Ab 1993 betrieben einzelne Mitglieder das Label Tuono Records, das bis 2010 aktiv war.
Mitte der 1990er wurden die italienischen Behörden auf die Organisation aufmerksam. Da immer wieder Gewalttaten von Anhängern ausgingen, fanden im Frühjahr 1995 verschiedene Hausdurchsuchungen statt und fast 70 Mitglieder wurden festgenommen. der Präsident der Vereinigung wurde der Verharmlosung des Holocausts schuldig gesprochen. Danach schwand für kurze Zeit der Einfluss der Organisation, den sie jedoch mit ihrem Sommerfest in Veneto zurück erlangte, bei dem als Hauptband 1999 die schwedischen Viking-Rocker Ultima Thule auftraten.
Ende der 1990er Jahre arbeitete die Organisation mit der Fiamma Tricolore zusammen. Piero Puschiavo schloss sich sogar der Partei an und warb auch andere Mitglieder. 2006, als er in den Parteivorstand gewählt wurde, zog er sich aus den VFS zurück. An seine Stelle trat zunächst Francesco Guglielmino Mancini, dann zwei Monate später Giordano Caracino, der bis heute Präsident der Vereinigung ist.
Bekannt wurde ein Konzert der Band Kaiserjäger am 11. Februar 2001, das in einer Massenschlägerei endete. Hintergrund war, dass Kaiserjäger die Skinhead-Gruppierung zu diesem Konzert eingeladen hatte. Im Vorfeld gab es wohl Drohungen von Südtiroler Skinheads. Die Veneto Fronte Skinheads griffen die Südtiroler daraufhin mit Baseballschlägern an. Noch am gleichen Abend hätten die Bandmitglieder von Kaiserjäger beschlossen, die Gruppe aufzulösen.
Ab den 2000er Jahren fand auch eine grenzüberschreitende Kooperation mit der NPD statt. Die VFS beteiligten sich unter anderem am Fest der Völker sowie an verschiedenen rechtsextremen Demonstrationen in Deutschland, so beispielsweise an den Rudolf-Heß-Gedenkmärschen in Wunsiedel. Eine der Kontaktpersonen war der Neonazi-Aktivist Ralf Wohlleben.
Weitere Kontakte bestehen zu den italienischen Organisationen CasaPound und Blocco Studentesco.